# پولاریس انترتینمنت
پولاریس اینترتینمنت (انگلیسی: Polaris Entertainment) شرکت سرگرمی کره‌ای است، که در سال ۲۰۰۶ تأسیس شد.